# Curt Ziesmer
Georg Curt Eduard Ziesmer (* 19. März 1890 in Danzig, Deutsches Kaiserreich; † 19. März 1966 in Buxtehude, Niedersachsen) war ein deutscher Grafiker und Kunstmaler in Danzig und Niedersachsen.

## Leben
Der Vater Georg Eduard Ziesmer war Beamter in Danzig. Curt Ziesmer besuchte die Oberrealschule St. Peter und Paul und das städtische Gymnasium in Danzig. Seit 1906 lernte er bei dem Bildhauer Emil Fentzloff. Danach studierte er an der Kunstgewerbeschule in Berlin und der Kunstakademie in Dresden in der Abteilung Bildhauerei. 1914 wurde er kurzzeitig zum Wehrdienst eingezogen.
Seit 1919 lebte Curt Ziesmer wieder in Danzig. Dort lebte er vor allem von Werbegrafiken.
Nach 1945 siedelte Ziesmer nach Niedersachsen (Buxtehude?) über. Er hatte zeitweise ein Atelier in Hamburg und gehörte zur Bezirksgruppe Stade-Cuxhaven des Bundes Bildender Künstler. 1962 stellte er als Mitglied der Bezirksgruppe Oldenburg in Hildesheim aus. 1966 starb er in Buxtehude.
Curt Ziesmer war mit Gertrud Ziesmer-Friedrich seit 1914 verheiratet. Sie hatten die Töchter Ursula Senger und Charlotte Möller.

## Werk
Curt Ziesmer war vor allem als Grafiker tätig. In Danzig schuf er einige Stadtansichten, teilweise als Lithographien, war aber ansonsten vor allem Gebrauchsgrafiker für gewerbliche Reklame. Daneben zeichnete er Illustrationen für einige Bücher.
Nach 1945 war Ziesmer weiter als Illustrator tätig, auch in einigen Kinderbüchern. Daneben malte er Aquarelle von Landschaften und anderen Motiven.
Curt Ziesmer war mit seinen Werken an Ausstellungen in Danzig, Berlin, Breslau und Wien beteiligt, nach dem Krieg in Hamburg, Hildesheim und weiteren Orten. Er erhielt Auszeichnungen für einige Werke in seinen frühen Jahren.
Sein künstlerischer Stil ist sehr realistisch geprägt. Die Stadtansichten von Danzig haben heute einen dokumentarischen Wert, da viele der dargestellten Gebäude im Zweiten Weltkrieg zerstört wurden.